# Meatball
Logan Jennings, nombre artístico de Meatball es una drag queen, performers y podcaster estadounidense. Fue concursante de la primera temporada de The Boulet Brothers' Dragula, copresentadora del podcast Sloppy Seconds y se volvió viral por su interpretación drag del político George Santos.

## Carrera
Meatball comenzó su carrera actuando en la escena drag de Los Ángeles después de inspirarse en RuPaul's Drag Race.
Antes de la versión televisiva, Meatball también ganó la versión del concurso del club de Dragula, cuyas otras ganadoras incluyen a Pinche, concursante de la primera temporada de The Boulet Brothers' Dragula, y Valentina, concursante de RuPaul's Drag Race y presentadora de Drag Race México.
Fue concursante en la primera temporada de The Boulet Brothers' Dragula, donde obtuvo el cuarto lugar y fue la "fan favourite" (favorita de los fans) para obtener la victoria. Ella regresó en un cameo durante la última cena de la segunda temporada.
Meatball también presenta el podcast Sloppy Seconds junto con el rapero y productor  Big Dipper como parte de la red Moguls Of Media (MOM), creada por los concursantes de Drag Race Alaska Thunderfuck y Willam Belli. El dúo también presentó el podcast UnBEARable antes de Sloppy Seconds. Meatball es muy conocida en Sloppy Seconds por sus opiniones sobre los méritos fallidos del segundo acto del musical Wicked.
Meatball también fue corresponsal en vivo de la aplicación de citas Hornet para la RuPaul's DragCon y otros eventos de la vida nocturna LGBT. Actualmente Meatball también presenta el programa drag Fat Slut en Precinct Club en Los Ángeles. Dicho programa también ha realizado giras por diferentes ciudades de los Estados Unidos.
El 26 de febrero de 2023, Meatball actuó en el show drag mensual NightGowns de Sasha Velour en Le Poisson Rouge, en la ciudad de Nueva York como la supuesta personalidad drag de George Santos, Kitara Ravache, bajo la canción "This Is Me" de The Greatest Showman. Un clip de la actuación se volvió viral en TikTok e Instagram y apareció en un episodio de Jimmy Kimmel Live!.

## Filmografía

### Televisión
| Año       | Título                                       | Papel       | Notas         |
| --------- | -------------------------------------------- | ----------- | ------------- |
| 2016-2017 | The Boulet Brothers' Dragula (1.ª temporada) | Concursante | Cuarto puesto |
| 2018      | The Boulet Brothers' Dragula (2.ª temporada) | Invitada    | 1 episodio    |

### Series web
| Año       | Título                                                   | Papel      | Notas                |
| --------- | -------------------------------------------------------- | ---------- | -------------------- |
| 2017      | Hey Qween!                                               | Ella misma | Reunión de Dragula   |
| 2018      | Get Ready WITHOUT Me                                     | Ella misma | Invitada, 1 episodio |
| 2018-2022 | Welcome to Meatland                                      | Ella misma | [ 10 ]               |
| 2019      | Cómo Se Dice?                                            | Ella misma | Invitada, 1 episodio |
| 2022      | Meatball is the hairy comedy drag queen you need to know | Ella misma | Documental           |

### Podcast
| Año           | Título                             | Papel          | Notas                |
| ------------- | ---------------------------------- | -------------- | -------------------- |
| 2017-2018     | unBEARable                         | Copresentadora | Junto con Big Dipper |
| 2018-2022     | Race Chaser                        | Invitada       | Múltiples episodios  |
| 2019          | Whimsically Volatile               | Invitada       | [ 13 ]               |
| 2019-presente | Sloppy Seconds                     | Copresentadora | Junto con Big Dipper |
| 2022          | I'm 40% Podcast with Jinkx Monsoon | Invitada       | [ 14 ]               |